# Non è terrestre
Non è terrestre è un saggio di Peter Kolosimo, scritto nel 1969. Pubblicato da SugarCo Edizioni, fu in assoluto il libro più venduto in Italia quell'anno e si aggiudicò il Premio Bancarella: venne poi tradotto in svariate lingue, divenendo quindi un best seller in tutto il mondo. Il saggio fa il punto sull' archeologia misteriosa e sulla teoria degli antichi astronauti.